# Čvorište (računalne mreže)
Čvorište (eng. hub) mrežni uređaj koji sadržava više priključaka i rabi se radi povezivanja segmenata lokalne računalne mreže.